# Crocifisso del Carmine di Siena
Il Crocifisso del Carmine di Siena (266x211 cm) è una croce sagomata e dipinta a tempera e oro su tavola di Ambrogio Lorenzetti, databile attorno al 1324-1331 circa, proveniente dalla Chiesa di San Niccolò del Carmine di Siena e conservata nella Pinacoteca nazionale di Siena.

## Storia
Il dipinto è rintracciato per la prima volta nei documenti nel 1862 quando viene trasferito in “deplorabile stato” dal convento ormai chiuso di San Niccolò del Carmine di Siena al Regio Istituto delle Belle Arti. Fu restaurato da Italo dal Mas nel 1937 e l’allora soprintendente Peleo Bacci lo pubblicò per la prima volta due anni più tardi attribuendolo al fratello maggiore, Pietro Lorenzetti. Oggi è conservato nella Pinacoteca Nazionale di Siena. L’attribuzione ad Ambrogio è oggi accettata da tutti gli studiosi moderni.

## Descrizione e stile
La croce riporta l'iconografia del Christus patiens, cioè un Cristo morente sulla croce, con gli occhi chiusi e la testa piegata. 
La corposa e solida voluminosità della figura, con la testa leggermente penzoloni in avanti, le ginocchia prospicienti e i piedi sovrapposti e inchiodati con un unico chiodo, rimandano all’arte fiorentina di Giotto e denotano l’influenza che questa ebbe anche sulla produzione senese.
La testa è ben caratterizzata, sia nella capigliatura che nei dettagli del viso. Quest’ultimo mostra un’intensa e composta drammaticità, racchiusa dalle cortine dei capelli, che ben si accorda con l’intonazione livida dell’incarnato e con le labbra dolcemente cianotiche. Il perizoma è bianco, non trasparente, e solcato da pieghe lineari poco profonde.
Nelle porzioni meglio conservate, si vede una pennellata densa e fluida su una base preparatoria a terra verde, un buon uso di chiaroscuri senza tuttavia le forti zone d’ombra delle primissime opere, una ricca decorazione, ben visibile sul pannello laterale destro e sul nimbo del Cristo.
La grossa dimensione della croce e l’antica presenza di un piede (indicato dall’assenza di cornice sotto i piedi del Cristo che lascia presagire la presenza in antichità del Golgota e del teschio di Adamo) lasciano ipotizzare che la croce fosse destinata a stare in piedi su un tramezzo o una transenna piuttosto che ad essere pendente dal soffitto o appoggiata ad una perete.

### Attribuzione e Datazione

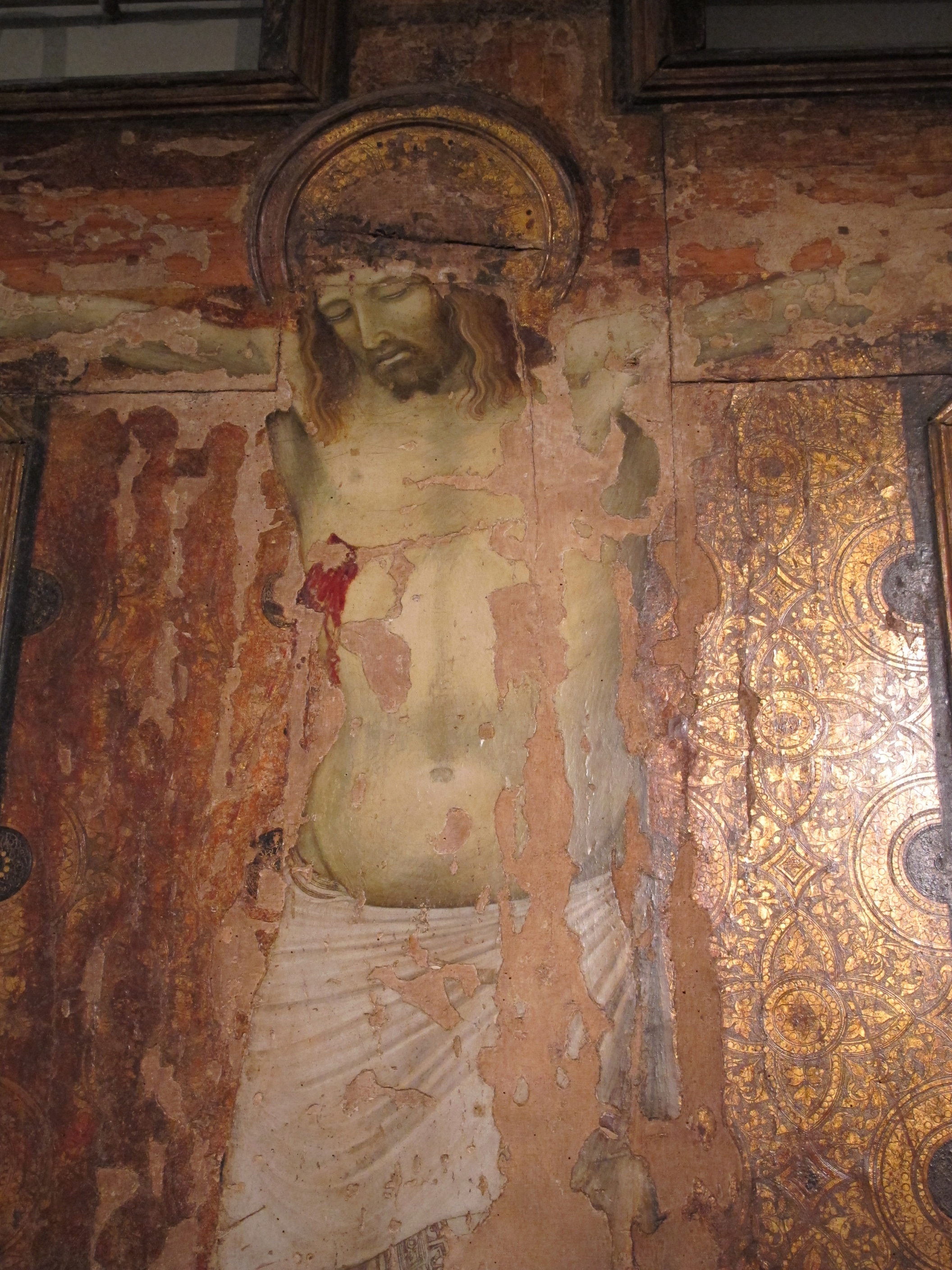
particolare

Nel 1939 il soprintendente ai monumenti e scavi di Siena, Peleo Bacci, pubblicò l’opera per la prima volta dopo il suo restauro avvenuto due anni prima, attribuendolo al fratello maggiore, Pietro Lorenzetti. Il primo ad esprimersi in favore di un’attribuzione al fratello minore Ambrogio fu Carlo Volpe nel 1951, ipotesi che è stata accolta da tutta la critica successiva, ad eccezione di Enzo Carli che, pur riconoscendo un influsso di Ambrogio, insistette sulla mano del fratello Pietro. L'attribuzione ad Ambrogio è oggi accettata da tutti gli studiosi moderni.
Tutti gli studiosi, ad eccezione di Hayden B.J. Maginnis, datano l’opera alla fase iniziale della produzione del pittore, tra il 1320 e il 1331, ovvero tra le realizzazioni della Madonna di Vico l'Abate e il Trittico di San Procolo avvenute con certezza nel 1319 e 1332, rispettivamente. Due terzi degli studiosi che si sono espressi in tal senso hanno datato l’opera, in particolare, tra il 1324 e il 1331.
Il primo elemento a supporto di una datazione in questo torno di anni è la realizzazione, nello stesso convento, della celebre Pala del Carmine da parte del fratello Pietro, avvenuta tra il 1328 e il 1329, come attestato dai documenti. In quegli anni infatti, almeno fino al 1337 quando Ambrogio venne eletto come pittore maggiore della città, tutte le opere note all’interno della città di Siena cui partecipò il giovane Ambrogio Lorenzetti sono state prodotte in compartecipazione con il più accreditato fratello Pietro, che dovette intercedere in suo favore e coinvolgerlo nelle varie commissioni da lui ricevute. Appare quindi scontata una datazione intorno agli stessi anni della Pala del Carmine.
Altri elementi a supporto di una tale datazione sono puramente stilistici, ma altrettanto convincenti. Il corpo del Cristo ha la solidità e la volumetria che richiamano allo stile fiorentino di Giotto e che caratterizzarono le prime opere di Ambrogio Lorenzetti. Il corpo del Cristo è poco piegato di lato e non ha il dinamismo delle opere dal 1335 in poi. La capigliatura è a ciocche grossolane e non ha la tessitura fine che si ravvede dal trittico di San Procolo (1332) in poi. L’intonazione livida del carnato, la pennellata densa e fluida e la narice rotonda anziché appiattita sono altri elementi che fanno protendere per una datazione precoce, anteriore al 1332.
D’altro canto, la sofisticata definizione della testa, le guance incavate, la drammaticità del viso del Cristo tra le dense cortine dei capelli, i chiaroscuri meno marcati a sottolineare le pieghe della pelle, e le ricche decorazione dei pannelli laterali e del nimbo, pongono il crocifisso in evoluzione rispetto alle primissime opere del pittore, ed in particolare alla Madonna di Vico l'Abate (1319). Una datazione di alcuni anni successiva al 1319 è quindi più che ragionevole.